# Aabenraa Kommune
Aabenraa Kommune oder Åbenrå Kommune (deutsch Kommune Apenrade) ist eine Kommune in der Region Süddänemark mit Verwaltungssitz in der Stadt Aabenraa (dt. Apenrade). Sie entstand zum 1. Januar 2007 durch Zusammenlegung der im Sønderjyllands Amt gelegenen Kommunen
- Aabenraa
- Rødekro (dt. Rothenkrug)
- Lundtoft
- Bov (dt. Bau)
- Tinglev (dt. Tingleff)

Die Kommune hat 59002 Einwohner (Stand: 2023) bei einer Fläche von 940,70 km².

## Bürgermeister
Seit der Fusion der Kommunen hatte die Aabenraa Kommune folgende Bürgermeister:
| Name               | Partei            | Amtsantritt    |
| ------------------ | ----------------- | -------------- |
| Tove Larsen        | Socialdemokratiet | 1. Januar 2007 |
| Thomas Andresen    | Venstre           | 1. Januar 2014 |
| Jan Riber Jakobsen | Konservative      | 1. Januar 2022 |

## Kirchspielsgemeinden und Orte in der Kommune
Auf dem Gemeindegebiet liegen die folgenden Kirchspiele (dän.: Sogn). Ortschaften über 200 Einwohner sind ungefähr zugeordnet. Die verknüpften Daten der dänischen Statistikbehörde erfassen Orte erst ab dieser Größe; bei einer eingetragenen Einwohnerzahl von Null liegt die tatsächliche Einwohnerzahl zwischen 0 und 199.
| Nummer | Kirchspiel (Deutscher Name) | Einwohner | Ortschaft (Deutscher Name)                                                             | Einwohner               |
| ------ | --------------------------- | --------- | -------------------------------------------------------------------------------------- | ----------------------- |
| 08     | Aabenraa (Apenrade)         | 16.890    | Aabenraa (Apenrade)                                                                    | 16.685                  |
| 19     | Bov (Bau)                   | 7.987     | Fårhus Kollund Kollund Østerskov (Kollund-Osterholz) Kruså (Krusau) Padborg (Pattburg) | 225 978 277 1.542 4.325 |
| 10     | Bjolderup                   | 1.715     | Bolderslev (Bollersleben)                                                              | 1.126                   |
| 15     | Burkal (Buhrkall)           | 1.658     | Bylderup-Bov (Bülderup-Bau) Rens (Renz)                                                | 1.317 244               |
| 09     | Bylderup (Bülderup)         | 918       | Bylderup-Bov (Bülderup-Bau)                                                            | 1.317                   |
| 03     | Egvad (Eckwadt, Ekwatt)     | 417       |                                                                                        |                         |
| 12     | Ensted (Enstedt)            | 2.455     | Hostrupskov (Hostrupholz) Stubbæk (Stübbek)                                            | 520 1.215               |
| 13     | Felsted (a)(Feldstedt)      | 2.260     | Felsted (Feldstedt)                                                                    | 1.083                   |
| 02     | Hellevad (Hellewatt)        | 952       | Hellevad                                                                               | 529                     |
| 07     | Hjordkær (Jordkirch)        | 1.966     | Hjordkær                                                                               | 1.605                   |
| 18     | Holbøl (Holebüll)           | 1.465     | Holbøl (Holebüll)                                                                      | 427                     |
| 17     | Kliplev (Klipleff)          | 2.232     | Kliplev Søgård (Seegaard)                                                              | 1.247 308               |
| 05     | Løjt (Loit)                 | 3.500     | Løjt Kirkeby (Loitkirkeby) Barsø (Barsö)                                               | 2.357 13                |
| 01     | Øster Løgum (Österlügum)    | 974       | Genner (Gjenner) Hovslund Stationsby                                                   | 748 294                 |
| 06     | Ravsted (Rapstedt)          | 940       | Ravsted                                                                                | 414                     |
| 04     | Rise (Ries)                 | 6.578     | Rødekro (Rothenkrug)                                                                   | 5.972                   |
| 16     | Tinglev (Tingleff)          | 3.475     | Tinglev                                                                                | 2.738                   |
| 11     | Uge (Uk)                    | 488       | Uge                                                                                    | 230                     |
| 14     | Varnæs (Warnitz)            | 1.214     | Varnæs Bovrup                                                                          | 432 444                 |

## Gemeindepartnerschaften
Aabenraa unterhält mit vier nordischen und einer deutschen Stadt Partnerschaften:
- Norwegen: Hønefoss in der Kommune Ringerike[9]
- Finnland: Lohja[9]
- Island: Skagaströnd[9]
- Schweden: Växjö[9]
- Deutschland: Kaltenkirchen in Schleswig-Holstein[10]